# 中华人民共和国密码法
《中华人民共和国密码法》是一部中华人民共和国法律，该法律于2019年10月26日在第十三届全国人民代表大会常务委员会通过，并于2020年1月1日起施行。

## 立法缘由
《中华人民共和国密码法》的第一条是“为了规范密码应用和管理，促进密码事业发展，保障网络与信息安全，维护国家安全和社会公共利益，保护公民、法人和其他组织的合法权益，制定本法。”

## 实施
《中华人民共和国密码法》的最后一条是“本法自2020年1月1日起施行。”